# Хахаев, Билал Насруллаевич
 Билал Насруллаевич Хахаев  (род. 26 ноября 1933, с. Цущар, Кулинский район, ДАССР, РСФСР, СССР — 2 августа 2019 года, г. Ярославль) — инженер и учёный в области процессов и аппаратов нефтегазодобычи на сверхбольших глубинах. Доктор технических наук, профессор. Генеральный директор Государственного научно-производственного предприятия по сверхглубокому бурению и комплексному изучению недр Земли «Недра» с 1981 по 2009 год. Лауреат Государственной премии СССР в области науки и техники и Государственной премии Казахской ССР в области науки и техники. Академик Российской академии естественных наук.

## Детство
Жил в детстве в Дагестане, Азербайджане и на Украине. Окончил с серебряной медалью Буйнакскую среднюю школу № 5.

## Хроника профессиональной деятельности
- 1955: окончил МИНХ и ГП им. И. М. Губкина[2];
- с 1955: буровой мастер (Киргизия);
- с 1960: главный инженер треста «Уральскнефтегазразведка»;
- с 1961: управляющий треста «Уральскнефтегазразведка»;
- с 1972: начальник производственного геологического управления по нефти и газу «Казнефтегазразведка»[3];
- 1981—2009: генеральный директор ОАО НПЦ Недра[4];
- 1991: пробурена глубочайшая в мире скважина — Кольская, внесённая в Книгу рекордов Гиннесса (12 262 метров)[5]
- 2006: пробурена самая глубокая скважина в осадочных бассейнах России — Ен-Яхинская (8250 метров).

## Семья
Жена — Анжела Елисеевна. Дети: сын — Насрула, дочери — Лариса, Татьяна, Майяханум, Амина.